# Anagyrus mirzai
Anagyrus mirzai är en stekelart som beskrevs av Agarwal och Shah Mashood Alam 1959. Anagyrus mirzai ingår i släktet Anagyrus och familjen sköldlussteklar. Inga underarter finns listade i Catalogue of Life.